# Сильнее
«Сильнее» (англ. Stronger) — американская биографическая драма 2017 года режиссёра Дэвида Гордона Грина по сценарию Джона Поллоно, основанного на одноимённой биографической книге Джеффа Баумана, написанной в соавторстве с Бретом Уайттером. Фильм рассказывает историю Баумана, лишившегося ног во время взрывов на Бостонском марафоне в 2013 году. Главную роль исполнил Джейк Джилленхол.
Мировая премьера фильма состоялась на Международном кинофестивале в Торонто 8 сентября 2017 года, в кинотеатрах США кинокартина была выпущена 22 сентября 2017 года.

## Сюжет
Джефф Бауман (Джейк Джилленхол) — хороший, но непреуспевающий уроженец Бостона, который работает в Costco и живёт в небольшой квартире с двумя спальнями со своей матерью-алкоголичкой Пэтти (Миранда Ричардсон). Однажды в местном баре Джефф сталкивается со своей бывшей девушкой Эрин (Татьяна Маслани), которую привлекает его доброта и обаяние, но она постоянно разочаровывается в отсутствии у него амбиций. Узнав, что Эрин собирается принять участие в Бостонском марафоне, чтобы собрать деньги для больницы, в которой она работает, Джефф просит посетителей бара сделать пожертвование, а затем обещает ей, что будет ждать её на финише с большой табличкой.
В день марафона Джефф успевает добраться к финишу раньше, чем туда прибежит Эрин. Когда она приближается к концу дистанции, происходит взрыв бомбы прямо там, где стоит Джефф. Его доставляют в больницу, где ампутируют обе ноги выше колена. Когда Джефф приходит в сознание, он говорит брату, что видел террориста перед взрывом. Пэтти вызывает ФБР и Джефф даёт им описание Тамерлана Царнаева. Спустя несколько дней местные власти арестовывают брата Тамерлана, Джохара Царнаева, а Джефф чествуется как герой.
Джефф изо всех сил пытается приспособиться к своему новому состоянию, а также к своей новообретённой славе. Пэтти даёт несколько интервью и постоянно окружает сына репортёрами во время сеансов реабилитации. «Бостон Брюинз» приглашают Джеффа и его семью на финал Кубка Стэнли, где просят его размахивать флагом во время церемонии открытия игры. Ликование толпы вызывает у Джеффа травмирующие воспоминания, и он впадает в панику в лифте. Эрин успокаивает его и настаивает на том, чтобы он поговорил со своей семьёй о хрупкости его психического состояния и о том, как на него действует свалившаяся на него слава. Позже той же ночью они занимаются любовью в первый раз с момента его травмы.
Пэтти устраивает сыну интервью с Опрой Уинфри, не сказав ему, что заставляет Эрин высказать ей, что постоянное внимание СМИ усиливает посттравматическое расстройство Джеффа. После спора между Пэтти и Эрин, Джефф наконец признаёт, что он не хочет больше давать интервью. Мать говорит ему, что только хочет, чтобы мир увидел, насколько удивительный её сын. Вскоре возвращаются вредные привычки Джеффа, включая лень и склонность к выпивке. Он начинает пропускать сеансы физической терапии из-за длительных ночных пьянок. Пэтти также почти постоянно находится в алкогольном опьянении. Однажды Эрин, которая с тех пор переехала к Джеффу, обнаруживает спящую на диване Пэтти и Джеффа в ванне в бессознательном состоянии, покрытого рвотными массами. На следующий день она отчитывает Пэтти за её эгоизм и небрежность, ипосле громкой ссоры уходит, оставляя Джеффа и Пэтти.
В ту ночь Джефф едет в бар, чтобы выпить со своими братьями. Два посетителя бара начинают задавать ему вопросы о теракте, намекая, что это был правительственный заговор, чтобы начать войну в Иране, и Джеффу было заплачено, чтобы он выглядел как жертва, что приводит к драке. Позже, в ту же ночь, Эрин рассказывает ему, что беременна. Джефф начинает паниковать и говорит ей, что он не готов быть отцом, из-за чего Эрин ругает его за то, что он постоянно убегает от своих проблем. Она оставляет его одного в машине, не достав инвалидное кресло из багажника, заходит в дом и собирает вещи. Джефф ползёт к двери и испытывает всплеск посттравматического стресса в полном объёме.
Джефф встречается с Карлосом Арредондо (Карлос Санс), человеком, который помог ему сразу же после взрыва, спася его жизнь. Карлос рассказывает ему о своём сыне — морпехе, погибшем в Ираке. После попытки самоубийства, Карлос был вынужден посетить похороны своего сына на носилках. Его младший сын, неспособный справиться со смертью своего старшего брата и с постоянным стрессом отца, совершил самоубийство. Карлос признался, что спасение Джеффа помогло ему заключить мир со смертью его сыновей и виной, которую он возложил на себя. Джефф начинает понимать, что его желание жить перед лицом невзгод — это то, что утешает и вдохновляет людей. Он перестаёт пить и начинает серьёзно относиться к своей реабилитации. Он отправляет сообщение на голосовую почту Эрин, в котором просит прощения за своё поведение и обещает нести полную ответственность за свои поступки. Через несколько дней он и Карлос делают первый бросок в матче «Бостон Ред Сокс». После игры десятки людей окружают Джеффа и рассказывают ему, как и почему он так сильно повлиял на их жизнь.

## В ролях
- Джейк Джилленхол — Джефф Бауман
- Татьяна Маслани — Эрин Хёрли, девушка Джеффа
- Миранда Ричардсон — Пэтти Бауман, мать Джеффа
- Ричард Лейн-младший — Салли
- Клэнси Браун — Джефф Бауман-старший, отец Джеффа
- Фрэнки Шоу — Гейл Хёрли, сестра Эрин
- Джимми Леблан — Ларри
- Карлос Санс — Карлос Арредондо
- Пэтти О'Нил — тётя Дженн

## Производство
14 июля 2014 года было сообщено, что компания Lionsgate разрабатывает фильм, основанный на биографической книге Джеффа Баумана «Сильнее» по сценарию, который пишет Джон Поллоно. 17 июля 2015 года был подписан контракт с режиссёром Дэвидом Гордоном Грином. 29 июля было объявлено, что Джейк Джилленхол будет играть Баумана, а 7 октября к проекту присоединилась Татьяна Маслани в роли девушки Баумана, Эрин Хёрли. 2 февраля 2016 года Bold Films подписала контракт на производство и финансирование фильма. 5 апреля к фильму присоединились Миранда Ричардсон и Клэнси Браун. В том же месяце к актёрскому составу добавилась Фрэнки Шоу.

### Съёмки фильма
Съёмки картины начались в Бостоне 4 апреля 2016 года.

## Приём

### Сборы
Сборы фильма в США и Канаде составили 4,2 млн долларов, на других территориях — 4,3 млн долларов при бюджете в 30 млн долларов.
«Сильнее» был выпущен студиями Lionsgate и Roadside Attractions 22 сентября 2017 года. Фильм дебютировал в 574 кинотеатрах и собрал 1,6 млн долларов в первый уик-энд, заняв 8-е место по кассовым сборам. Во второй уик-энд, несмотря на то, что охват фильма был увеличен до 645 кинотеатров, он опустился на 13 место, а сборы упали на 42 %, составив 923 412 долларов.

### Отзывы критиков
На обзорном агрегаторе Rotten Tomatoes фильм имеет рейтинг одобрения 90 % на основе 186 обзоров со средним рейтингом 7,3 из 10. Рецензия сайта гласит: «Фильм имеет хорошо подобранный ансамбль актёров, чтобы предложить эмоционально резонансную историю, основанную на реальных событиях, которая превосходит вдохновляющие драматические клише». На Metacritic фильм имеет рейтинг в 76 баллов из 100, основанный на обзорах 41 критика, что указывает на «в целом благоприятные отзывы». Аудитория, опрошенная CinemaScore, дала фильму оценку A− по шкале от A+ до F.

## Награды
| Премия                       | Дата            | Категория                     | Победитель/номинант | Результат | Прим.  |
| ---------------------------- | --------------- | ----------------------------- | ------------------- | --------- | ------ |
| Critics’ Choice Movie Awards | 11 января 2018  | Лучший актёр                  | Джейк Джилленхол    | Номинация | [ 21 ] |
| Hollywood Film Awards        | 5 ноября 2017   | Голливудская актёрская премия | Джейк Джилленхол    | Победа    | [ 22 ] |
| Спутник                      | 10 февраля 2018 | Лучший актёр                  | Джейк Джилленхол    | Номинация | [ 23 ] |